# صدایی در مه
صدایی در مه (به انگلیسی: The Voice in the Fog) یک فیلم صامت گمشده به کارگردانی جی. پی. مک‌گوان محصول سال ۱۹۱۵ میلادی کشور ایالات متحده آمریکا است.

## بازیگران
- دونالد برایان در نقش Thomas Webb
- آدا گلیسون در نقش Kitty Killigrew
- Frank O'Connor در نقش Mason (as Frank A. Connor)
- جورج گبهارت در نقش Mason's assistant
- Florence Smythe در نقش Mrs. Killigrew
- ارنست جوی در نقش Mr. Killigrew